# Influence (électrostatique)
Pour les articles homonymes, voir Influence.
En électricité, l'influence électrostatique désigne l'effet sur la répartition des charges électriques d'un conducteur du champ électrostatique auquel ce conducteur est soumis, ainsi que les méthodes de charge ou de décharge d'un conducteur exploitant cet effet. 
En régime quasi-statique, les déplacements de charges sont associés aux courants de déplacement introduits quantitativement par Maxwell en 1861. Le cadre théorique approprié pour l'étude de l'influence électrique est l'électrostatique. En effet, l’existence éventuelle de courants de déplacement ne modifie pas les équations du champ électrique tant que l'on reste dans le cadre de l'approximation quasi-électrostatique. 
Les premières machines à influence transformaient de l'énergie mécanique en énergie électrique par frottement et transfert de charges (voir par exemple le générateur Van de Graaff). Une autre technique de type pompe de charge (positives comme négatives), consiste à utiliser des disques rotatifs munis de conducteurs segmentés (voir par exemple la machine de Wimshurst inventée en 1882). Des machines sans balais tel le replenisher inventé par Lord Kelvin en 1867, permettent d'obtenir de bien meilleurs rendements. Les machines à influence produisent facilement des tensions très élevées, en revanche, l'intensité électrique obtenue est très faible et se chiffre usuellement en microampères. Les machines à induction électromagnétique comme les dynamos, qui furent inventées à la suite du travail fondateur de Faraday, sont capables de produire à faible tension de très fortes intensités, associées à des moteurs du même type, elles ont supplanté les machines à influence à la fin du XIXe siècle.
Dans les années 1960, des chercheurs ont proposé d'utiliser un écoulement d'air pour entrainer les charges vers l'électrode collectrice malgré la répulsion électrostatique exercée par cette dernière. Avec de tels générateurs électrohydrodynamiques, ils pensaient atteindre des puissances plus importantes par le biais de vitesses de transport des charges bien plus élevées qu'avec des courroies. Malheureusement, diverses instabilités semblent avoir limité les performances à quelques dizaines de watts. Les annonces américaines concernant des générateurs de ce type capables de produire plusieurs mégawatts n'ont jamais été confirmées[réf. nécessaire].  
Plus récemment[Quand ?], l'influence électrostatique entre deux dipôles électriques oscillants a été proposée comme un moyen de transférer de l'énergie à distance sans contact. Dans ces systèmes « solid state », les puissances obtenues peuvent dépasser le kilowatt malgré de faibles intensités car les fréquences ne se chiffrent plus à quelques hertz comme pour les anciennes machines à influence mais en mégahertz. 
L'influence électrostatique est toujours utilisée dans des systèmes industriels électromécaniques pour le nettoyage de l'air, les projecteurs de peinture, les têtes d'impression des imprimantes modernes. 